# Сады и парки Москвы
Природные, особо охраняемые и озеленённые территории Москвы  — это около полутора тысяч объектов, в числе которых как лесные и лесопарковые массивы, небольшие заповедные участки, долины рек и ручьёв, суходольные луга, так и скверы, бульвары, парки, а также территории лечебных и образовательных учреждений и т. п. Вместе они образуют экологический каркас города, обеспечивающий жизнедеятельность горожан.

## Парки Москвы

### Центральный административный округ
Площадь зелёных насаждений Центрального административного округа составляет 1316,58 га, — это 19,9 % от общей площади округа.
| № п/п | Название                                            | Район       | Площадь, га | Вид |
| ----- | --------------------------------------------------- | ----------- | ----------- | --- |
| 1     | Тайницкий сад                                       | Тверской    | 5,1         |     |
| 2     | Александровский сад                                 | Тверской    | 9,54        |     |
| 3     | Сад им. Баумана                                     | Басманный   | 4,95        |     |
| 4     | Сады Военного госпиталя                             | Басманный   | 16,5        |     |
| 5     | Милютинский сад                                     | Басманный   | 0,91        |     |
| 6     | Морозовский сад                                     | Басманный   | 0,46        |     |
| 7     | Парк в Спасоглинищевском переулке                   | Басманный   | 2,7         |     |
| 8     | Фестивальный парк                                   | Мещанский   | 12,60       |     |
| 9     | Екатерининский парк                                 | Мещанский   | 14          |     |
| 10    | Екатерининский сквер                                | Мещанский   | 2,04        |     |
| 11    | Аптекарский огород                                  | Мещанский   | 6,7         |     |
| 12    | Красная Пресня                                      | Пресненский | 13,78       |     |
| 13    | Сад «Аквариум»                                      | Пресненский | 1,08        |     |
| 14    | Детский парк «Пресненский»                          | Пресненский | 3,25        |     |
| 15    | Сквер «Патриаршие пруды»                            | Пресненский | 2,37        |     |
| 16    | Московский зоопарк                                  | Пресненский | 10          |     |
| 17    | Парк Декабрьского восстания                         | Пресненский | 6,61        |     |
| 18    | Таганский парк, включает Детский парк им. Прямикова | Таганский   | 7,3         |     |
| 19    | Сад Эрмитаж                                         | Тверской    | 4,90        |     |
| 20    | Сквер «Антропова Яма»                               | Тверской    | 1,26        |     |
| 21    | Сад Травникова                                      | Хамовники   | 0,27        |     |
| 22    | Сквер Девичьего поля                                | Хамовники   | 10,10       |     |
| 23    | Парк «Новодевичьи пруды»                            | Хамовники   |             |     |
| 24    | Парк искусств «Музеон»                              | Якиманка    | 23,46       |     |
| 25    | Парк культуры им. Горького                          | Якиманка    | 100         |     |
| 26    | Нескучный сад                                       | Якиманка    | 59,3        |     |

### Северный административный округ
| № п/п | Название                                                  | Район              | Площадь, га | Вид |
| ----- | --------------------------------------------------------- | ------------------ | ----------- | --- |
| 1     | Петровский парк                                           | Аэропорт           | 22          |     |
| 2     | Сквер у Амбулаторного пруда (у районного центра «Баку»)   | Аэропорт           |             |     |
| 3     | Парк имени Святослава Фёдорова                            | Бескудниковский    | 16,7        |     |
| 4     | Парк имени Воровского                                     | Войковский         | 8,2         |     |
| 5     | Парк «Северные Дубки»                                     | Восточное Дегунино | 8,4         |     |
| 6     | Парк усадьбы Михалково                                    | Головинский        |             |     |
| 7     | Парк «Вагоноремонт»                                       | Дмитровский        | 9,61        |     |
| 8     | Ангарские пруды («Парк по Ангарской улице»)               | Дмитровский        | 45,7        |     |
| 9     | Прогулочная зона у Дегунинского пруда                     | Западное Дегунино  | 3,7         |     |
| 10    | Парк Северного речного вокзала                            | Левобережный       | 40,8        |     |
| 11    | Парк Дружбы                                               | Левобережный       | 51          |     |
| 12    | Парк «Левобережный»                                       | Левобережный       | 22,7        |     |
| 13    | Мемориально-парковый комплекс героев Первой мировой войны | Сокол              | 11,2        |     |
| 14    | Тимирязевский парк                                        | Тимирязевский      | 232         |     |
| 15    | Парк «Дубки»                                              | Тимирязевский      | 18          |     |
| 16    | Грачёвский парк                                           | Ховрино            | 19,2        |     |
| 17    | Парк «Берёзовая роща»                                     | Хорошёвский        | 31          |     |
| 18    | Чапаевский парк                                           | Хорошёвский        | 6           |     |
| 19    | Парк «Ходынское поле»                                     | Хорошёвский        | 24,7        |     |

### Северо-Восточный административный округ
| № п/п | Название                                            | Район                         | Площадь, га   | Вид |
| ----- | --------------------------------------------------- | ----------------------------- | ------------- | --- |
| 1     | Сквер у районного центра «Марс»                     | Алтуфьевский                  |               |     |
| 2     | Лианозовский питомник                               | Бибирево                      | 121,2         |     |
| 3     | Лианозовский лесопарк                               | Лианозово                     | 41            |     |
| 4     | ПКиО «Лианозово»                                    | Лианозово                     | 40            |     |
| 5     | Лианозовский променад                               | Лианозово                     | длина — 455 м |     |
| 6     | Бабушкинский парк                                   | Лосиноостровский              | 6,6           |     |
| 7     | Джамгаровский парк                                  | Лосиноостровский              | 47,3          |     |
| 8     | Сквер на Оборонной улице                            | Лосиноостровский              | 2,2           |     |
| 9     | Выставка достижений народного хозяйства (ВДНХ)      | Останкинский                  | 237,5         |     |
| 10    | Главный ботанический сад имени Н. В. Цицина РАН     | Останкинский                  | 361           |     |
| 11    | Парк Останкино                                      | Останкинский                  | 65            |     |
| 12    | Звездный бульвар                                    | Останкинский                  | 11,6          |     |
| 13    | Парк «Отрада»                                       | Отрадное                      | 1,2           |     |
| 14    | Парк «Сад будущего»                                 | Ростокино                     | 17            |     |
| 15    | Парк «Долгие пруды»                                 | Северный                      | 15,1          |     |
| 16    | Сад «Эльдорадо» (больше не существует)              | Марьина роща                  |               |     |
| 17    | Сквер на Полковой улице                             | Марьина роща                  | 1,6           |     |
| 18    | Парк «Торфянка»                                     | Лосиноостровский              | 16,6          |     |
| 19    | Природный заказник «Медведковский»                  | Северное Медведково           |               |     |
| 20    | Ландшафтный заказник «Долина реки Ички»             | Лосиноостровский, Ярославский |               |     |
| 21    | Этнографическая деревня Бибирево                    | Бибирево                      | 9,58          |     |
| 22    | Парк Света                                          | Бибирево                      | 7,5           |     |
| 23    | Парк «Чермянка»                                     | Южное Медведково, Отрадное    | 32            |     |
| 24    | Парк «Певческое поле» (в составе суперпарка «Яуза») | Южное Медведково              | 25            |     |
| 25    | Парк спорта «Яуза»                                  | Ростокино                     | 1,5           |     |
| 26    | Парк «Акведук»                                      | Ростокино                     | 11,1          |     |
| 27    | Гончаровский парк                                   | Бутырский                     | 7             |     |
| 28    | Парк «Яблоневый сад»                                | Бутырский                     | 3,9           |     |
| 29    | Парк «Отрадное»                                     | Отрадное                      | 11,6          |     |

### Восточный административный округ
| № п/п | Название                                                 | Район                                | Площадь, га           | Вид |
| ----- | -------------------------------------------------------- | ------------------------------------ | --------------------- | --- |
| 1     | Лосиный Остров                                           | Богородское, Гольяново, Метрогородок | 12000 (3077 в Москве) |     |
| 2     | Гольяновский парк                                        | Гольяново                            | 20                    |     |
| 3     | Лесопарк Кусково                                         | Вешняки                              | 311,6                 |     |
| 4     | Парк «Радуга»                                            | Вешняки                              | 33,53                 |     |
| 5     | Измайловский парк                                        | Восточное Измайлово, Измайлово       | 1534                  |     |
| 6     | Терлецкий парк (включая зону отдыха «Терлецкая Дубрава») | Ивановское                           | 141                   |     |
| 7     | Перовский парк                                           | Перово                               | 15,6                  |     |
| 8     | Черкизовский парк                                        | Преображенское                       | 8,9                   |     |
| 9     | Парк Сокольники                                          | Сокольники                           | 594                   |     |
| 10    | Косинский парк                                           | Косино-Ухтомский                     | 335                   |     |

### Юго-Восточный административный округ
| № п/п | Название                      | Район                               | Площадь, га | Вид |
| ----- | ----------------------------- | ----------------------------------- | ----------- | --- |
| 1     | Кузьминский лесопарк          | Выхино-Жулебино, Кузьминки, Люблино | 1189        |     |
| 2     | Лефортовский парк             | Лефортово                           | 32          |     |
| 3     | Люблинский парк               | Люблино                             | 91          |     |
| 4     | Богатырский парк              | Южнопортовый                        |             |     |
| 5     | Братиславский парк            | Марьино                             | 7           |     |
| 6     | Парк имени 850-летия Москвы   | Марьино                             | 85          |     |
| 7     | Дюссельдорфский парк          | Марьино                             | 9,4         |     |
| 8     | Парк имени Артёма Боровика    | Марьино                             | 10,75       |     |
| 9     | Таллинский парк               | Печатники                           | 20          |     |
| 10    | Парк технических видов спорта | Печатники                           | 27,4        |     |
| 11    | Пруд «Садки»                  | Текстильщики                        | 7,9         |     |

### Южный административный округ
| № п/п | Название                                | Район                                           | Площадь, га | Вид |
| ----- | --------------------------------------- | ----------------------------------------------- | ----------- | --- |
| 1     | Бирюлёвский дендрарий                   | Бирюлёво Восточное                              | 135,3       |     |
| 2     | Бирюлёвский лесопарк                    | Бирюлёво Восточное                              | 165         |     |
| 3     | Царицыно                                | Бирюлёво Восточное, Орехово-Борисово Северное   | 700         |     |
| 4     | Братеевская пойма                       | Братеево                                        | 80          |     |
| 5     | Братеевский каскадный парк              | Братеево, Москворечье-Сабурово                  | 18          |     |
| 6     | Борисовские пруды                       | Москворечье-Сабурово, Орехово-Борисово Северное | 237         |     |
| 7     | Коломенское                             | Нагатинский Затон                               | 390         |     |
| 8     | Нагатинская пойма                       | Нагатинский Затон                               | 100         |     |
| 9     | Парк «Садовники»                        | Нагатино-Садовники                              | 38,1        |     |
| 10    | Аршиновский парк                        | Царицыно                                        | 12,5        |     |
| 11    | Аннинский лесопарк                      | Чертаново Южное                                 | 18          |     |
| 12    | Сосенки («Парк на Кавказском бульваре») | Царицыно                                        | 11          |     |

### Юго-Западный административный округ
| № п/п | Название                     | Район                                 | Площадь, га | Вид |
| ----- | ---------------------------- | ------------------------------------- | ----------- | --- |
| 1     | Коробковский сад             | Котловка                              | 28,1        |     |
| 2     | Парк «Сосенки»               | Котловка                              | 3,5         |     |
| 3     | Бутовский лесопарк           | Северное Бутово                       | 276         |     |
| 4     | Теплостанский лесопарк       | Тёплый Стан                           | 280         |     |
| 5     | Черёмушки-Знаменское         | Черёмушки                             | 280         |     |
| 6     | Битцевский лес               | Ясенево                               | 1800        |     |
| 7     | Голубинский лесопарк         | Ясенево                               | 22,1        |     |
| 8     | Малое Голубино               | Ясенево                               | 9,4         |     |
| 9     | Парк 30-летия района Ясенево | Ясенево                               |             |     |
| 10    | Юго-Западный лесопарк        | Тропарёво-Никулино, Обручевский район | 102         |     |
| 11    | Ясеневский лесопарк          | Ясенево                               | 25          |     |
| 12    | Парк 70-летия Победы         | Черёмушки                             | 12          |     |
| 13    | Парк Зюзино                  | Зюзино                                | 12,8        |     |
| 14    | Парк «Два медведя»           | Зюзино                                | 3,2         |     |

### Западный административный округ
| № п/п | Название                      | Район                               | Площадь, га | Вид |
| ----- | ----------------------------- | ----------------------------------- | ----------- | --- |
| 1     | Парк Победы на Поклонной горе | Дорогомилово                        | 98          |     |
| 2     | Крылатские холмы              | Крылатское                          | 175         |     |
| 3     | Чоботовский лес               | Ново-Переделкино                    | 40,2        |     |
| 4     | Матвеевский лес               | Очаково-Матвеевское, Фили-Давыдково | 100         |     |
| 5     | Парк 50-летия Октября         | Раменки                             | 80          |     |
| 6     | Воробьёвы горы                | Раменки                             | 106         |     |
| 7     | Ботанический сад МГУ          | Раменки                             |             |     |
| 8     | Парк Школьников               | Тропарёво-Никулино                  | 20          |     |
| 9     | Тропарёвский парк             | Тропарёво-Никулино                  | 138         |     |
| 10    | Парк «Никулино»               | Тропарёво-Никулино                  | 19          |     |
| 11    | Парк Олимпийской деревни      | Проспект Вернадского                | 53,66       |     |
| 12    | Филёвский парк («Парк Фили»)  | Филёвский Парк                      | 280         |     |

### Северо-Западный административный округ
| № п/п | Название                                        | Район                        | Площадь, га | Вид                     |
| ----- | ----------------------------------------------- | ---------------------------- | ----------- | ----------------------- |
| 1     | Природный парк «Куркино»                        | Куркино                      | 245,5       |                         |
| 2     | Ландшафтный парк «Митино»                       | Митино                       | 126,8       | Митино                  |
| 3     | Новогорский лесопарк                            | Митино                       | 58          | категория на Викискладе |
| 4     | Покровское-Стрешнево                            | Покровское-Стрешнево, Щукино | 190         |                         |
| 5     | Покровский берег (бывшая зона отдыха «Химки-2») | Покровское-Стрешнево         |             |                         |
| 6     | Парк «Северное Тушино»                          | Северное Тушино              | 53,83       |                         |
| 7     | Алёшкинский лес                                 | Северное Тушино              | 240         |                         |
| 8     | Серебряный Бор                                  | Хорошёво-Мнёвники            | 300         |                         |
| 9     | Москворецкий дендропарк                         | Хорошёво-Мнёвники            | 3           |                         |
| 10    | Сходненская чаша                                | Южное Тушино                 | 75          |                         |

### Зеленоградский административный округ
| № п/п | Название            | Поселение                                  | Площадь, га | Вид |
| ----- | ------------------- | ------------------------------------------ | ----------- | --- |
| 1     | Городской лесопарк  | Матушкино, Савёлки, Старое Крюково, Силино |             |     |
| 2     | Крюковский лесопарк | Матушкино, Савёлки, Старое Крюково, Силино |             |     |

### Новомосковский административный округ
| № п/п | Название             | Поселение           | Площадь, га | Вид |
| ----- | -------------------- | ------------------- | ----------- | --- |
| 1     | Валуевский лесопарк  | Филимонковский      | 2093        |     |
| 2     | Парк «Ручеек»        | Внуково             |             |     |
| 3     | Парк 70-летия Победы | Троицк              |             |     |
| 4     | Ульяновский лесопарк | Внуково, Коммунарка | 2682        |     |

### Троицкий административный округ
| № п/п | Название                               | Район           | Площадь, га | Вид |
| ----- | -------------------------------------- | --------------- | ----------- | --- |
| 1     | Парк Красная Пахра                     | Краснопахорский | 12          |     |
| 2     | Парк «Рассказовка»                     | Внуково         |             |     |
| 3     | Парк «Сосны» (фестивально-прогулочный) | Бекасово        | 13,5        |     |

## Территории регионального значения
- Баковский лесопарк;
- Природный парк «Тушинский»;
- Природно-исторический парк «Измайлово»;
- Природно-исторический парк «Царицыно», в том числе:
  - Бирюлёвский дендропарк
  - Бирюлёвский лесопарк
- Природно-исторический парк «Покровское-Стрешнево»;
- Природно-исторический парк «Кузьминки-Люблино»;
- Природно-исторический парк «Москворецкий» (включает в себя ландшафтный заказник «Крылатские холмы», памятник природы «Серебряный Бор», Серебряноборское лесничество, Фили-Кунцевский лесопарк, Строгинскую и Хорошёвскую поймы и прочие террирории);
- Природно-исторический парк «Черкизовский»;
- Природный заказник «Долина р. Сетуни»;
- Природный заказник «Воробьевы горы»;
- Ландшафтный заказник «Тёплый Стан»;
- Ландшафтный парк в Митино.

## Территории с садами и парками
- «Александровский институт», ул. Достоевского;
- Александровский сад, площадь 9,6 га;
- Филиал Ботанического сада биологического факультета МГУ «Аптекарский огород», площадь 6.3 га;
- Бульварное кольцо, площадь 19,5 га;
- Всероссийский селекционно-технологический институт садоводства и питомниководства
- «Голицынская больница», площадь 29,6 га;
- Дендрологический сад Шредера, площадь 13,5 га;
- «Екатерининская больница», площадь 3,0 га;
- Екатерининский институт (парк ЦДСА), площадь 14,0 га;
- Кремлёвские сады;
- Лефортовский парк (парк МВО), площадь 65,5 га;
- «Павловская больница», площадь 6,6 га;
- Парк «Сокольники», площадь 566,0 га;
- «Петровский парк», площадь 78,8 га;
- Сады Военного госпиталя, площадь 16,5 га;
- Сад «Эрмитаж», площадь 3,0 га;
- «Самотёчный бульвар», площадь 7,0 га;
- Сквер «Девичье поле», площадь 9,7 га;
- Сквер Ильинский (Старая площадь), 2,4 га;
- «Странноприимный дом» (Институт Склифосовского), площадь 7,7 га;
- «Цветной бульвар», площадь 3,6 га;
- Сад имени Н. Э. Баумана, площадь 5,3 га.

## Усадьбы
- Усадьба «Алтуфьево», площадь 10,3 га;
- Усадьба «Братцево», площадь 40,2 га;
- Усадьба «Воронцово», площадь 48,7 га;
- Усадьба «Голицыных» (Сад им. Баумана), площадь 5,1 га;
- Усадьба «Грачёвка», площадь 19,2 га;
- Усадьба «Дмитриева-Мамонова» (ул. Косыгина, 4), площадь 17,8 га;
- Усадьба «Измайлово», площадь 1621,0 га;
- Усадьба «Коломенское», площадь 57,2 га;
- Усадьба «Кусково», площадь 32 га;
- Усадьба «Кузьминки», площадь 270, 2 га;
- Усадьба «Леоново», площадь ? га;
- Усадьба «Михалково», (Головино) площадь 50,6 га;
- Усадьба «Останкино», площадь 237,6 га;
- Усадьба «Остафьево», площадь ? га;
- Усадьба «Перово», площадь 21,1 га;
- Усадьба «Петровское-Разумовское», площадь участка 189,9 га;
- Усадьба «Покровское-Глебово-Стрешнево», площадь 117,5 га;
- Усадьба «Разумовского», площадь 29,0 га;
- Усадьба «Салтыковка», 7,9 га;
- Усадьба «Студенец», площадь 18,3 га;
- Усадьба «Терлецких», площадь 6,3 га;
- Усадьба «Троекурово», площадь 77,6 га;
- Усадьба «Троицкое-Лыково», площадь 20,9 га;
- Усадьба «Трубецких», площадь 11,2 га;
- Усадьба «Узкое», площадь 169,6 га;
- Усадьба «Усачёвых-Найдёновых», площадь 8,2 га;
- Усадьба «Фили-Кунцево», площадь 253,5 га;
- Усадьба «Царицыно», площадь 284,9 га;
- Усадьба «Черёмушки-Знаменское», площадь 27,6 га;
- Усадьба «Ясенево», площадь 19, 1 га.

## Парки, сады и скверы в Москве
- ЦПКиО им. Горького, площадь 68,7 га;
- Усадьба Л. Н. Толстого в Хамовниках, площадь 1,0 га;
- Парк авиаторов (Чапаевский парк) на Ходынском поле, площадь 13,2 га;
- Парк «Дубки», площадь 18,3 га;
- Парк Северного речного вокзала, площадь 40,0 га;
- Парк «Берёзовая роща», площадь 42 га;
- Парк Боткинской больницы, площадь 11,0 га;
- Главный Ботанический сад АН РФ, площадь 361 га;
- Сад «Аквариум», площадь 1,0 га;
- Сады больницы им Н. А. Алексеева, площадь 24,8 га;
- Парк Дворца творчества детей и юношества и парк 40-летия ВЛКСМ, площадь 68,5 га;
- Парк МГУ им. М. В. Ломоносова на Воробьёвых горах, площадь 160 га;
- Ботанический сад биологического факультета МГУ на Воробьёвых горах, площадь 6,0 га;
- Сквер у кинотеатра «Варшава», площадь 10,0 га;
- Сквер на 2-й Песчаной улице, площадь 3,5 га;
- Сквер на Болотной площади, площадь 3,8 га;
- Сквер у Рижского вокзала, площадь 3,18 га;
- Сквер и парк у Новодевичьевого монастыря, площадь 17,0 га;
- Сквер на Миусской площади, площадь 4,2 га.
- Садово-Триумфальный сквер, площадь 1,58 га.
- Пруд Алтуфьевского района
- Парк у Кронштадтского бульвара, площадь 5,4 га.

## Перспективы
На территории снесённого Московского аэровокзала ведется строительство комплекса жилых небоскребов на 3600 квартир «Прайм парк», на площади больше 6 гектаров в жилом комплексе планируется обустройство первого в городе частного парка. Доступ посторонних жителей Москвы на его территорию будет ограничен

## Перечень объектов исторического и культурного наследия федерального (общероссийского) значения
- Государственный историко-культурный музей-заповедник «Московский Кремль»;
- Государственный исторический музей (музейный комплекс);
- Государственный художественный историко-архитектурный и природно-ландшафтный музей заповедник «Коломенское»;
- Государственный историко-архитектурный и ландшафтный музей заповедник «Царицыно»;
- Государственный музей керамики и усадьба «Кусково»;
- Московский музей-усадьба «Останкино».

## Московские территории
- Природный парк «Битцевский лес»;
- «Сокольники»;
- «Измайлово»;
- «Филёвский» ПКиО;
- ЦПКиО им. Горького;
- Хлебниковский лесопарк.